# 迪特巴赫爾河

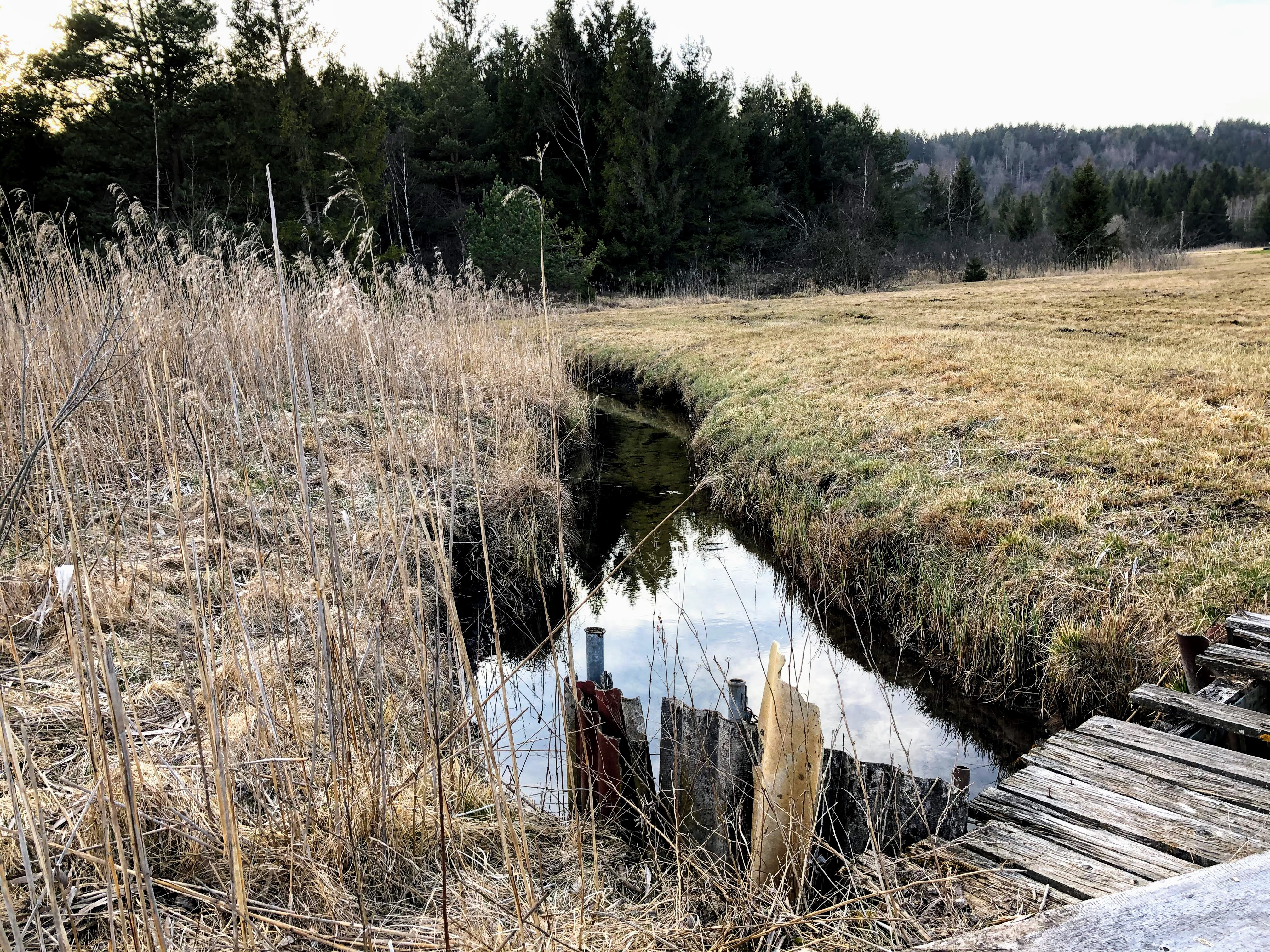

47°54′52″N 11°30′02″E / 47.91456°N 11.50053°E
迪特巴赫爾河（德語：Dieterbachel），是德國的河流，位於該國東南部，由巴伐利亞負責管轄，屬於莫斯巴赫河的右支流，河道全長1.2公里，流經巴特特爾茨-沃爾夫拉茨豪森縣。